# Битва при Гогенлиндене
Битва при Гогенлиндене (фр. Bataille de Hohenlinden) — сражение, произошедшее 3 декабря 1800 года между французской и австрийской армиями близ местечка Хоэнлинден неподалёку от Мюнхена. Союзные австро-баварские войска под командованием эрцгерцога Иоганна потерпели тяжёлое поражение от французских войск Рейнской армии под командованием генерала Моро. После этого поражения австрийская армия уже не могла остановить продвижение французов. Император Франц II был вынужден 25 декабря 1800 года подписать Штайрское перемирие.

## Перед сражением
В апреле-июне 1800 года французская армия Жана Моро потеснила австрийскую армию фельдцейхмейстера Пауля Края от Рейна до реки Инн, пройдя с успешными боями Штоках, Месскирх и Хёхштедт-на-Дунае. 15 июля обе стороны согласились заключить перемирие. Осознав, что Край не справляется с задачей, император Франц II отстранил его от командования австрийской армией. Канцлер Австрийской империи Франц фон Тугут предложил эрцгерцогу Фердинанду Карлу Йозефу Австрийскому-Эсте и эрцгерцогу Иосифу, пфальцграфу Венгерскому принять командование армией, но они отказались. Тогда император назначил своего 18-летнего брата эрцгерцога Иоганна. Чтобы скомпенсировать недостаток опыта, в помощь Иоанну был придан Франц фон Лауэр, советами которого молодой командующий должен был пользоваться.
После того, как мирные переговоры, начатые в Люневиле, не увенчались успехом, Бонапарт отменил перемирие, вступившее в силу 28 ноября. Вопреки ожиданиям французов, армия коалиции, численностью около 60 000 человек, не осталась на оборонительной позиции, а пересекла Инн. 1 декабря произошли столкновения между Хаагом в Верхней Баварии и Мюльдорфом-на-Инне, после чего Моро 2 декабря отвел свои войска за Хааг и сосредоточил около 70 000 человек у Гогенлиндена. После этого отхода австрийский штаб ошибочно оценил, что дорога на Мюнхен свободна, и приказал двигаться на запад.

## Планы сторон
После пирровой победы, одержанной у Ампфинга 1 декабря, австрийское командование полагало, что французские войска спешно отходят на запад и настал благоприятный момент для того, чтобы войска Кинмайера, действовавшие несколько севернее главных сил, объединились с последними в окрестностях Гогенлиндена с целью дальнейшего сосредоточенного удара на Мюнхен.
В свою очередь, бой у Ампфинга дал Моро достаточно ценной информации о противнике. Французский главнокомандующий сделал верные выводы, куда и какими силами наступают австрийцы и разработал свой план сражения. Северный фланг под командованием Гренье, включая дивизию Нея, вместе с центром под командованием Груши должны были активной обороной сдерживать австрийские войска на выходе из Хаагского леса. В то время как расположенные южнее дивизии Ришпанса и Декана предназначались для нанесения удара во фланг по растянутым вдоль лесной дороги главным силам противника. Далее планировалась атака всеми силами французской армии.

## Ход сражения
На рассвете 3 декабря австрийская армия четырьмя колоннами двинулась на запад. Самой северной и самостоятельно действовавшей была колонна Кинмайера. Вдоль шоссе Мюнхен-Мюльдорф через лес двигалась главная колонна австрийцев под командованием Коловрата, прикрываемая авангардом Леппера. Севернее её прикрывала колонна Латура, южнее — колонна Риша.
Двигавшаяся по шоссе главная австрийская колонна вырвалась далеко вперед по сравнению с фланговыми соединениями и атаковала дозорную цепь дивизии Груши на выходе из леса. Французы, стремясь как можно дольше задержать противника в лесу, ответили мощной контратакой и завязался позиционный бой. Это послужило сигналом для начала марша на северо-восток дивизии Ришпанса. Следом за ней шла дивизия Декана.
Тем временем к северному флангу французской армии вышла колонна Кинмайера. Крайняя левая дивизия Шварценберга пыталась прорваться к югу на соединение с Коловратом, но Моро отправил в контратаку резервную кавалерию, под прикрытием которой Гренье перестроил войска и начал изматывать австрийцев Кинмайера активной обороной.
Австрийские колонны Латура и Риша сильно отставали из-за плохих дорог в болотистой местности. Оба военачальника, не дойдя до поля боя, остановились, заняли оборонительные позиции и отправили часть своих сил на разведку.
Коловрат осознал, что французы не отступают, и он втянулся не в арьергардный бой, а в полномасштабное сражение. Для временного прикрытия левого фланга основных сил до прибытия Риша пришлось отправить на юг два гренадерских батальона. Они столкнулись с дивизией Ришпанса, но тот оставил против них бригаду Друэ и продолжил движение в тыл австрийцев. Выйдя на шоссе, Ришпанс столкнулся с арьергардом Коловрата. И снова французы оставили заслон, не прерывая главного движения.
Услышав звуки боя в тылу, Вейротер отправился на разведку с двумя баварскими батальонами, но попал под артиллерийский огонь и был ранен. Ещё три батальона из колонны Коловрата двинулись к юго-востоку и ввязались в бой с бригадой Друэ.
Одновременно с атакой Ришпанса на тылы Коловрата Декан подходил с юга к полю боя: польский легион атаковал артиллерийский обоз австрийцев, заслоны Ришпанса получили своевременную помощь, слабые передовые и разведывательные отряды колонны Риша были отброшены к его основной оборонительной позиции. Коловрат уже задействовал все свои силы, но помощи от Риша все не было. Австрийское командование потеряло инициативу и организовывало оборону.
Неуверенные действия и прекращение атак основной колонны австрийцев Моро верно расценил как признак того, что отряд Ришпанса достиг шоссе Мюнхен-Мюльдорф и завязал отвлекающий бой. Груши и Ней получили приказ начать решительное наступление. Продавив слабое прикрытие северного фланга колонны Коловрата, Ней соединился с Ришпансом. К этому моменту фактически окруженная главная австрийская колонна была дезорганизована и потеряла боеспособность, началось беспорядочное бегство. Эрцгерцог Иоганн спасся от плена только благодаря быстроте своего коня. Ней и Ришпанс преследовали бегущих вплоть до Гааза.
Разгром основной колонны австрийцев позволил Ришпансу отправить часть сил на юг в помощь отрядам, оставленным для прикрытия своего главного движения. Туда же повернул и польский легион. С такими подкреплениями Декан во второй половине дня приступил к охвату оборонительной линии Риша, которому ничего не оставалось, как начать отступление.
После решительного успеха на шоссе Мюнхен-Мюльдорф Моро отправил резерв Нея на усиление войск Гренье, которые сдерживали атаки двукратно превосходящего противника.
На северном фланге войска Кинмайера были разрезаны надвое и также отступили. К ним примкнула колонна Латура, которая начала отход после появления в лесу толп бегущих солдат из разгромленной колонны Коловрата.

## Результаты
В целом австрийцы потеряли около 12 000 человек убитыми и взятыми в плен и около 50 орудий, баварские войска - около 5 000 человек при примерно 24 орудиях. Потери французов оцениваются в 2500–6000 человек убитыми и ранеными.
Австрийская армия в полном беспорядке отступила в сторону Австрии, и Моро лишь медленно преследовал её. После этого австрийская армия потерпела ещё одно тяжелое поражение в битве при Вальзерфельде с 12 по 14 декабря. Даже эрцгерцог Карл, сменивший 17 декабря своего брата Иоганна на посту главнокомандующего, не смог сформировать из обломков армии боеспособный отряд, так что путь на Вену был для Моро открыт. В этой ситуации император Франц II подписал 25 декабря 1800 года Штайрское перемирие, за которым последовал 9 февраля 1801 года Люневильский мир. Это положило конец Войне второй коалиции против Франции и подтвердило Кампо-Формийский мир 1797 года.

## Значение
Французские историки сравнивали сражение при Гогенлиндене только лишь с битвой при Аустерлице. «Снег Гогенлиндена достоин солнца Аустерлица», — писал биограф генерала Моро Эрнест Доде. Сражение при Гогенлиндене стало самым значимым в карьере генерала Моро. В контексте с Войной второй коалиции Гогенлинден Моро сравнивают с Маренго Бонапарта, но Гогенлинден важнее: во-первых, потому что по численности войск сражение в 2—3 раза масштабнее Маренго; во-вторых, германское направление для Австрии было важнее, так как линия фронта была намного ближе к Вене, нежели кампания в Италии; и в-третьих — именно сражение при Гогенлиндене даровало французам Люневильский мир после десяти лет войн, а не битва при Маренго первого консула Наполеона Бонапарта.